# کاکایی‌های سفیدوخاکستری
کاکایی‌های سفیدوخاکستری (نام علمی: Leucophaeus) نام یک سرده از تیره کاکاییان است.
معنی نام علمی این پرنده، سفید و خاکستری است.

## گونه‌ها
- کاکایی دلفین, Leucophaeus scoresbii
- کاکایی خاکستری, Leucophaeus modestus
- کاکایی گدازه, Leucophaeus fuliginosus
- کاکایی خندان, Leucophaeus atricilla
- کاکایی فرنکلین, Leucophaeus pipixcan